# Sadeh
Sadeh o Sedeh (farsi سده) è una città dello shahrestān di Eqlid, circoscrizione di Sadeh, nella provincia di Fars in Iran. Aveva, nel 2006, una popolazione di 5.572 abitanti.
Si trova su quello che fu lo storico itinerario di Alessandro Magno nel 331 a.C. nella sua marcia verso Persepoli.